# Harrisia brookii
Harrisia brookii är en kaktusväxtart som beskrevs av Nathaniel Lord Britton. Harrisia brookii ingår i släktet Harrisia och familjen kaktusväxter. Inga underarter finns listade i Catalogue of Life.